# Bleed Well
"Bleed Well" är den andra singeln från bandet HIMs sjätte album, Venus Doom. Musikvideon till låten är inspelad och filmad live.

## Låtlista
- Bleed Well [edit]
- Sleepwalking Past Hope [Live]
- Killing Loneliness [libera Nos F.f]